# William Alabaster
William Alabaster (también escrito Alablaster o Arblastier) (27 de enero de 1567-28 de abril de 1640) fue un poeta, dramaturgo y escritor religioso inglés.
Nació en Hadleigh, Suffolk. Estudió en la Westminster School, y el Trinity College de Cambridge desde 1583. Su Roxana, una tragedia en latín, fue interpretada alrededor de 1592, e impresa en 1632. Roxana se basa en La Dalida (Venecia, 1567) de Luigi Groto, conocido como Cieco di Hadria, y Hallam afirma que es un plagio (Literature of Europe, iii.54). 
En junio de 1596 Alabaster marchó con Robert Devereux, conde de Essex, en una expedición a Cádiz, y, estando en España, se convirtió al catolicismo, según narra en un soneto. Sus creencias religiosas hicieron que estuviera en la cárcel varias veces en 1598 y 1599; al final, desistió del catolicismo y fue favorecido por Jacobo I. Recibió una prebenda en la catedral de San Pablo. Murió en Little Shelford, Cambridgeshire.

## Obras
- Roxana - (h. 1595) Drama en latín
- Elisaeis – Poema épico en latín sobre Isabel I
- Apparatus in Revelationem Jesu Christi (1607)
- De bestia Apocalypsis (1621)
- Ecce sponsus venit (1633)
- Spiraculum Tubarum (1633)
- Lexicon Pentaglotton, Hebraicum, Chaldaicum, Syriacum, Talmudico-Rabbinicon et Arabicum (1637)